# 学校法人智香寺学園
学校法人智香寺学園（がっこうほうじん ちこうじがくえん）は、埼玉県深谷市普済寺1690に本部を置く学校法人。

## 設置校
- 埼玉工業大学
- 正智深谷高等学校

### 過去に設置していた学校
- 聖橋中学校・高等学校
- 聖橋学園埼玉工業高等学校
- 聖橋工業高等専門学校
- 埼玉工業大学専門学校

## 沿革
- 1903年 - 東京府東京市浅草区浅草森下町に東京商工学校を開校。
- 1910年 - 東京高等商工学校に改称。
- 1922年 - 東京市神田区神田駿河台に移転。
- 1938年 - 聖橋高等工学校に改称。
- 1944年 - 財団法人聖橋学園を設立。
- 1947年 - 学制改革により聖橋中学校と改称。
- 1948年 - 聖橋高等学校を開校。
- 1951年 - 学校法人聖橋学園に組織変更。東京都荒川区尾久町に移転。
- 1961年 - 埼玉県大里郡岡部町（現：深谷市）普済寺に聖橋学園埼玉工業高等学校を開校。
- 1962年 - 聖橋工業高等専門学校を開校。これに伴い、聖橋学園埼玉工業高等学校を閉校。
- 1971年 - 聖橋中学校・聖橋高等学校を閉校。
- 1972年 - 学校法人聖橋学園の経営権が東京都文京区大塚の智香寺に移る[1]。
- 1973年 - 学校法人聖橋学園を学校法人智香寺学園に改称。
- 1976年 - 埼玉工業大学を開校。
- 1979年 - 聖橋工業高等専門学校を閉校。
- 1985年 - 埼玉工業大学専門学校を開校。
- 2000年 - 学校法人祥苑学園と合併し、埼玉工業大学深谷高等学校（旧名・桜ヶ丘高等学校）を設置校に加える。
- 2001年 - 埼玉工業大学専門学校を閉校。
- 2003年 - 埼玉工業大学深谷高等学校を正智深谷高等学校に改称。